# Аникина, Эмилия Эдуардовна
Эмилия Эдуардовна Аникина (27 ноября (9 декабря) 1886 — 12 декабря 1983) — советский ботаник, педагог, член Географического общества СССР.

## Биография
Родилась 27 ноября (9 декабря) 1886 года в семье ссыльного литовца, участника польского восстания 1863 года Будкевича (Будкевичуса). Её мать, Мария Флегонтовна Будкевич, была владелицей частной гимназии в Барнауле. После 1905 года семья попала в жандармские списки: старшего брата, студента, арестовали в Казани; младшего исключили из гимназии; и Эмилия, после окончания гимназии с золотой медалью, вместе с родителями вынуждена была эмигрировать в Швейцарию. Эмилия Эдуардовна  была направлена в Женеву Барнаульским обществом вспомоществования как медалистка, родители присоединились позже. В 1911 году окончила биологическое отделение философского факультета Женевского университета, получив степень бакалавра.
За границей она вышла замуж за Степана Васильевича Аникина, члена I Государственной думы, человека старше её на 18 лет, с взрослым сыном и дочерью.
В 1914 году в Париже по окончании очно-заочных курсов французской словесности она сдала экзамены и в анкетах стала указывать: «Пишу и говорю по-французски, по-английски, по-немецки; по-польски, как и по-болгарски, владею специальной литературой, но живой речью не владею». Возвратившись в Барнаул, до 1917 года работала учительницей в женской гимназии.
С 1919 года, обучаясь на старших курсах аграрного факультета Саратовского университета, она одновременно работала старшим научным сотрудником кафедры частного земледелия и селекции, участвуя в исследованиях проводившихсяН. И. Вавиловым. С 1923 года жила в Ленинграде и работала старшим научным сотрудником во Всесоюзном институте растениеводства. Общение с Вавиловым длилось двадцать лет — по 1940 год, почти до его ареста (в Государственном архиве Пермского края имеется переписка с ним). Вавилов организовал на территории страны сеть периферийных экспериментальных отделений (так называемые географические посевы) и Аникина была одной из тех, кому он поручал их открытие: сначала на Алтае, затем в Даурии, потом она оказалась в Чите, а ещё позже — на Дальнем Востоке.
В период 1928—1933 годы Э. Э. Аникина заведовала отделом селекции полевых культур при опытной станции в Алма-Ате. С 1934 по 1938 годы руководила селекцией на селекционной станции в Башкортостане, была растениеводом Уфимского почвенно-ботанического бюро, ботаником заповедника.
В 1938—1942 годах Э. Э. Аникина работала старшим научным сотрудником Детскосельского (Ленинградская область) отделения Всероссийского института растениеводства, являлась организатором двух экспедиций по изучению флоры. В начале Великой Отечественной войны находилась в Ленинграде и проводила мероприятия по доставке госпайков ослабевшим коллегам и их семьям из Института растениеводства.
В 1942 году была эвакуирована в Пермь. Вначале ей предложили стать научным руководителем (заместителем директора) областной станции юных натуралистов. При поддержке фармацевтического института занялась изучением лекарственных растений Западного Урала и составлением карты лекарственных растений области. Аникиной регулярно организовывались занятия с аптечными работниками, лесниками и учителями по освоению лекарственной флоры. В послевоенные годы основным направлением её научной деятельности стало изучение элементов степной и лесостепной растительности Пермского края и описание тех мест, которые нужно было сделать заповедными. В это время ей довелось работать с замечательным учёным, археологом Отто Николаевичем Бадером.
С 1955 года преподавала на кафедре ботаники и генетики растений биофака Пермского государственного университета, была консультантом ботанического сада университета и лектором областного института усовершенствования учителей. Состояла членом учёного совета при Пермском областном краеведческом музее, почётным членом ВООП, членом Географического общества СССР. Была награждена медалью «За доблестный труд в Великой Отечественной войне 1941—1945 гг.».
В Государственном архиве Пермского края имеется личный фонд Аникиной (Фонд № р-1576 (недоступная ссылка)), включающий в себя её труды, материалы педагогической и общественной деятельности, переписку, личные документы и фотографии; журнальные публикации мужа.
В возрасте 90 лет Эмилия Эдуардовна Аникина уехала к сестре во Львов, где и умерла через семь лет — 12 декабря 1983 года.

## Вклад в науку
Четыре разновидности пшеницы, открытые ею в Казахстане, были названы её именем и включены как новые формы в книги «Культурная флора СССР» (1935) и «Определитель настоящих хлебов» (1938). На Дальнем Востоке Аникинаа занималась селекцией местных сортов пшеницы — «Штраубе» и «Милоградовка».Сорт «Милоградовка» 40 лет держался в производстве.